# Kristína Sivoková
Kristína Sivoková (* 20. März 2002 in Zvolen) ist eine slowakische Skilangläuferin.

## Werdegang
Sivoková, die für den LK Ski Team Jase Látky startet, nahm im Dezember 2017 in Štrbské Pleso erstmals am Slavic-Cup teil und belegte dabei den 16. Platz im Sprint. In der Saison 2018/19 kam sie beim Europäischen Olympischen Winter-Jugendfestival 2019 in Sarajevo auf den 48. Platz über 5 km Freistil, auf den 40. Rang im Sprint sowie auf den 28. Platz über 7,5 km klassisch und bei den Juniorenweltmeisterschaften 2019 in Lahti auf den 78. Platz über 5 km Freistil sowie auf den 59. Rang im Sprint. In der folgenden Saison erreichte sie mit fünf Top-Zehn-Platzierungen, darunter Platz zwei über 10 km klassisch in Štrbské Pleso, den dritten Platz in der Gesamtwertung des Slavic-Cups. Bei den Olympischen Jugend-Winterspielen 2020 in Lausanne lief sie auf den 30. Platz im Cross, auf den 27. Rang im Sprint sowie auf den 23. Platz über 5 km klassisch und bei den Juniorenweltmeisterschaften 2020 in Oberwiesenthal auf den 63. Platz über 5 km klassisch, auf den 53. Rang im Sprint sowie auf den zehnten Platz mit der Staffel. Bei den Juniorenweltmeisterschaften im folgenden Jahr in Vuokatti belegte sie den 76. Platz über 5 km Freistil, den 48. Platz im Sprint und den 15. Platz mit der Staffel. In der Saison 2021/22 errang sie bei den Olympischen Winterspielen 2022 in Peking den 81. Platz über 10 km klassisch und den 72. Platz im Sprint und bei den nachfolgenden Juniorenweltmeisterschaften in Lygna den 61. Platz über 5 km klassisch sowie den 59. Platz im Sprint.